# 酒井大輔 (実業家)
酒井 大輔（さかい だいすけ、1969年8月12日 - ）は、日本の実業家。
東京電力ホールディングス取締役・代表執行役副社長。東京電力フュエル&パワー代表取締役社長。JERA社外取締役。

## 経歴
茨城県出身。東京大学工学部卒業。1994年3月東京大学大学院工学系研究科電気工学専攻修了。
1994年4月：東京電力株式会社入社。
2005年9月：在英国日本国大使館一等書記官（官民交流）。
2010年7月：姉崎火力発電所電気制御メンテナンスグループマネージャー。2012年7月：火力エンジニアリングセンター設備技術グループマネージャー。
2014年4月：フュエル＆パワー・カンパニー事業戦略室長兼技術統括部技術企画グループ兼企画部兼経営改革本部事務局。2015年7月：フュエル＆パワー・カンパニー経営企画室長兼経営企画ユニット企画室。2016年4月：東京電力フュエル＆パワー株式会社経営企画室長。
2019年4月：東電物流株式会社代表取締役社長。
2021年4月：東京電力ホールディングス株式会社経営企画ユニット企画室長。2022年4月：東京電力ホールディングス株式会社常務執行役経営企画担当（共同）兼事業構築・アライアンス担当、東京電力フュエル＆パワー株式会社代表取締役社長。2023年4月： 東京電力ホールディングス代表執行役副社長 経営企画担当（共同）。